# スリングベルト

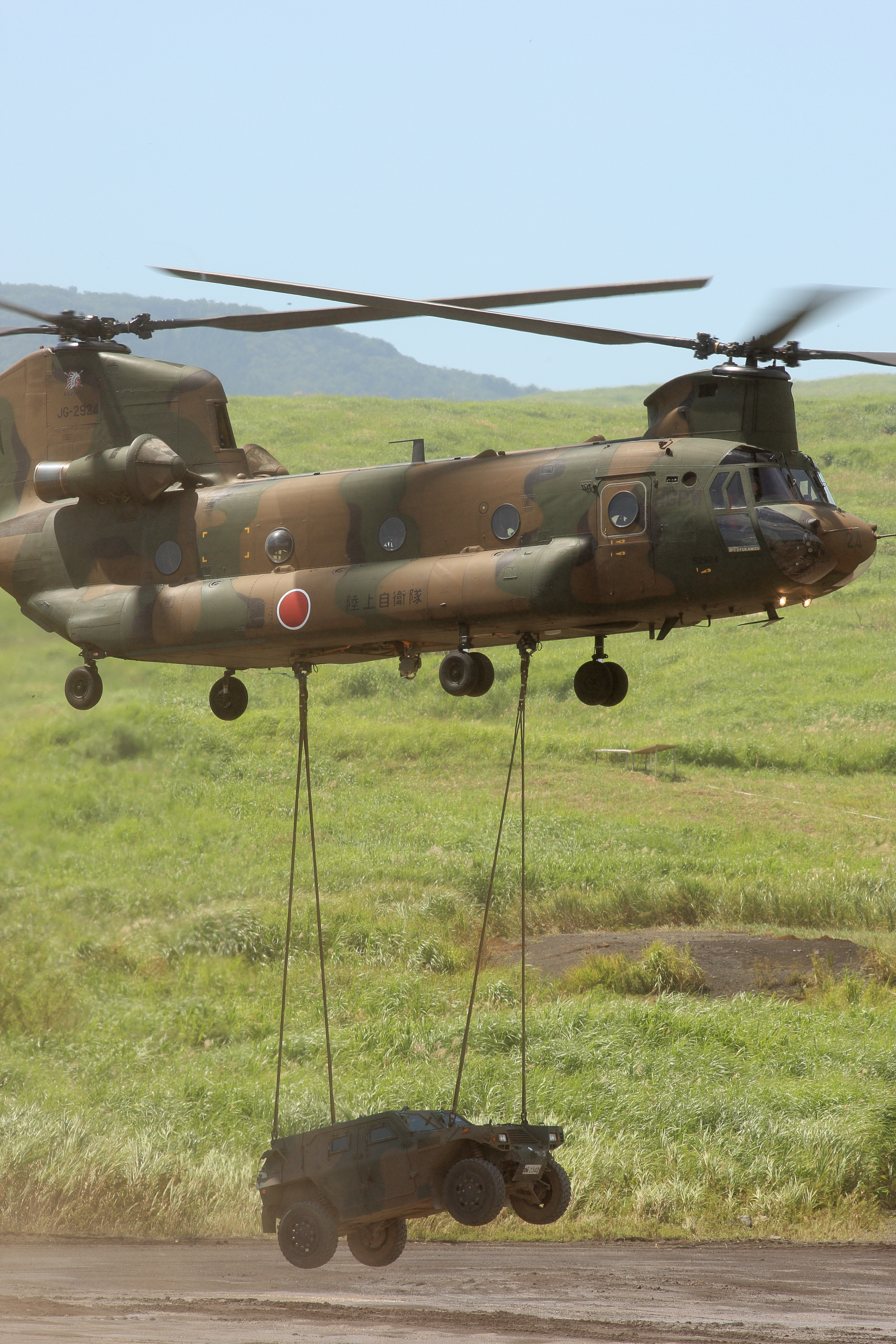
CH-47Jからスリングベルトで懸架される軽装甲機動車

スリングベルト（Sling belt）は、陸上自衛隊の装備。スリングネットよりも重量物、特に火砲、車両等を吊り下げるのに適している。CH-47J/JAでのみ使用される。

## 諸元
- 最大荷重：3000kg
- 吊下帯：3.6m×4、1.2m×6
- 集約吊下帯：1.2m×2

## 構成
- 吊下帯
- 集約吊下帯
- その他付属品

## 特徴
高機動車、軽装甲機動車、73式小型トラックなどが機外に懸吊され、運搬される。その他軽い火砲も懸吊される。
第1ヘリコプター団、方面隊ヘリコプター隊などに装備されている。

## 製作
- 藤倉航装